# 김제 망해사 악서전
김제 망해사 악서전(金堤 望海寺 樂西殿)은 대한민국 전북특별자치도 김제시 망해사에 있는 불전이다. 1986년 9월 8일 전라북도의 문화재자료 제128호로 지정되었다.

## 개요
이 건물은 조선 선조 22년(1589)에 진묵스님이 처음 지은 것으로, 1933년과 1977년에 고쳐지었다. 망해사는 만경강 가류 진봉산 기슭에서 바다를 바라보면서 자리하고 있다. 신라 문무왕 11년(671년) 부성스님이 처음 세웠다고 하는데, 그 때의 절은 땅이 무너져 바다에 잠겨버렸다고 한다. 이 낙서전은 평면이 〈ㄱ〉자형으로, 건물 한 켠에는 마루를 놓고 그 위에 근래에 만든 종을 걸었다. 다른 칸에는 방과 부엌이 딸려 있어, 건물이 법당 겸 스님의 거처로 사용되었음을 알 수 있다. 모양이 불규칙한 나무로 기둥으로 세워 자연미를 짙게 풍긴다.

## 참고 자료
- 망해사악서전 - 국가유산청 국가유산포털